# Пуйе, Клод
Клод Серве́ Матиа́с Пуйе́ (фр. Claude Servais Mathias Pouillet; 16 февраля 1790 — 14 июня 1868) — французский физик.

## Биография и научная деятельность
Получил образование в École Normale, где по окончании курса оставлен репетитором, а затем назначен доцентом. Состоял профессором физики в College Bourbon, в École Polytechnique и Faculté des sciences. С 1822 года вице-директор, а с 1831 по 1849 годы — директор в Conservatoire des Arts et Métiers.
Отличаясь необыкновенным талантом ясно и изящно излагать предмет, Пуйе во время своих лекций умел вселить слушателям живейший интерес к науке. Ему принадлежит ряд изобретений в экспериментальной физике: прибор для исследования уклонений газов от закона Бойля-Мариотта при громадных давлениях, призма для получения интерференции света. Пуйе устроил первый гальванометр. С помощью остроумного прибора, так называемого пиргелиометра, Пуйе определил количество тепла, получаемого от Солнца поверхностью нашей планеты.
Его капитальное сочинение: «Traité de physique expérimentale et météorologie» выдержало семь изданий и переведено на немецкий язык Мюллером, затем обработано Пфаундлероми образовало весьма употребительный курс физики Мюллера —  Пюйе — Пфаундлера под названием «Lehrbuch der Physik». Пуйе принадлежит ещё ряд научных статей по оптике, теплоте, электричеству и метеорологии, печатавшихся, главным образом, в «Ann. Chem. Phys.» и «Comptes Rendus».
Самостоятельно, не зная о трудах Ома, Пуйе нашёл законы изменения силы тока от сопротивления и напряжения, однако не в той степени общности, как это сделал его знаменитый предшественник.